# 7,5 cm FK 18
7,5 cm leichte Feldkanone 18 (нем. 7,5 см лёгкая полевая пушка образца 1918 года), в некоторых источниках также как 7,5 cm FK 18 — немецкое полевое артиллерийское орудие, использовавшееся во Второй мировой войне.

## История
Полевая пушка «образца 1918 года» (такой индекс был присвоен для маскировки нарушения Версальского договора, запрещавшего разработку вооружений) разрабатывалась специально для замены устаревшего орудия 7,5 cm FK 16 nA. Новое орудие использовало старые снаряды, но вместо четырёх зарядов были утверждены три — 94, 364 и 589 граммов.
Орудие выпускалось в очень небольших количествах. На 1 сентября 1939 года в войсках числилось 4 пушки, ими была вооружена одна батарея кавалерийской бригады. В сентябре на вооружение поступило еще 16 пушек (вплоть до марта 1940 года в войсках значились лишь эти 20 пушек). На 1 мая 1940 года в войсках находилось уже 44 орудия, на 1 июня 1941 — 106, на 1 января 1942 года — 103 пушки. До марта 1945 года сохранились лишь 39 пушек, из них 35 на фронте.
|      | 1 | 2 | 3 | 4 | 5 | 6  | 7  | 8 | 9 | 10 | 11 | 12 | Всего |
| ---- | - | - | - | - | - | -- | -- | - | - | -- | -- | -- | ----- |
| 1939 |   |   |   |   |   |    |    |   |   |    | 4  | 4  | 8     |
| 1940 | 2 | 6 | 4 | 4 | 4 | 24 | 24 | 4 | 3 | 10 | 11 |    | 96    |

До войны также партия орудий была закуплена Бразилией, где они состояли на вооружении под обозначением Canhão Krupp 75 mm C/28 M1936. После неё многие орудия были переданы Боливии.

## Устройство
В сравнении с Feldkanone-16 nA новое орудие было на треть легче, однако ничем примечательным не выделялось. Для его транспортировки использовался современный на тот момент лафет с двумя раздвижными станинами, ствол-моноблок не имел дульного тормоза. Аналогичные 10,5 cm leFH 18 противооткатные устройства орудия были типичны для немецких орудий: гидравлический тормоз отката был помещён в люльке под стволом, а гидропневматический накатник — в цилиндре над стволом.

## Боеприпасы[4]
Орудие имело раздельно-гильзовое заряжание, к нему полагались три метательных заряда, размещавшихся в латунной гильзе длиной 260 мм и диаметром фланца 91,7 мм. Заряд № 3 представлял собой пакет № 1 и двух пучков № 2 и 3, кроме того, для кумулятивного снаряда имелся специальный заряд в гильзе.
| Номенклатура боеприпасов       |                 |           |                |           |
| Тип                            | Обозначение     | Длина, мм | Вес снаряда, г | Вес ВВ, г |
| Осколочно-фугасный (НЕ)        | K. Gr. rot.     | 343       | 5830           | 480+32    |
| Кумулятивный (HEAT)            | 7,5 cm Gr. 38   | 284       | 4400           | 540       |
| Бронебойно-трассирующий (AP-T) | K. Gr. rot. Pz. | 305       | 6800           | 80        |
| Дымовой                        | K. Gr. rot. Nb. | 345       | 6200           | 65        |